# Lichte boegsprietmot
De lichte boegsprietmot (Monochroa arundinetella) is een vlinder uit de familie tastermotten (Gelechiidae). De wetenschappelijke naam is voor het eerst geldig gepubliceerd in 1857 door Boyd.
De soort komt voor in Europa.